# کوبرلی
کوبرلی (به انگلیسی: Coberley) یک روستا و محله مدنی در بریتانیا است که در Cotswold واقع شده‌است. کوبرلی ۳۵۱ نفر جمعیت دارد.در تلاقی چندین جریان (هفت چشمه) واقع شده است که رودخانه چرن ، شاخه ای از رودخانه تیمز را تشکیل می دهند. دهکده قرون وسطی نزدیک به یک جاده اصلی ، نزدیک به چشمه در شرق دربار کوبلی بود.